# 极速前进以色列版4
《极速前进以色列版4》（英語：／希伯來語：‎）是一個以美國真人秀節目《极速前进》為藍本的以色列第四部版本。
其中从第二季起即担任主持人的Ron Shahar继续担任第四季的主持人。
值得一提的是，本季度比赛新增“分组比赛”，即在第一赛段中，参加比赛的14组选手被分成2组，每组各7支队伍，并在两个不同的赛段中进行比赛。因而在第一赛段过后将会有两支队伍被淘汰。

## 比赛结果
| 隊伍             | 關係       | 分段比賽成績 | 分段比賽成績 | 分段比賽成績 | 分段比賽成績 | 分段比賽成績 | 分段比賽成績 | 分段比賽成績 | 分段比賽成績 | 分段比賽成績 | 分段比賽成績 | 分段比賽成績 | 分段比賽成績 | 分段比賽成績 | 分段比賽成績    | 路障完成情況        |
| 隊伍             | 關係       | 1            | 1            | 2+           | 3            | 4+           | 5            | 5            | 6            | 7+           | 8            | 9            | 10           | 11+          | 12              | 路障完成情況        |
| ---------------- | ---------- | ------------ | ------------ | ------------ | ------------ | ------------ | ------------ | ------------ | ------------ | ------------ | ------------ | ------------ | ------------ | ------------ | --------------- | ------------------- |
| Shay & Shani     | 异性朋友   | 2nd          |              | 7th⊃         | 5th          | 6th          | 5th          | 6th          | 4th          | 4th          | 5th          | 5th          | 4th          | 2nd          | 1st             | Shay 4, Shani 3     |
| Tom & Uriel      | 好基友     |              | 3rd          | 3rd          | 2nd>         | 7th⊃         | 3rd          | 3rd          | 1st          | 6th          | 4th          | 1st          | 1st          | 1st          | 2nd             | Tom 4, Uriel 3      |
| Yochi & Linor    | 教会闺蜜   | 4th          |              | 4th3⊃        | 6th          | 5th          | 9th          | 7th          | 6th          | 5th          | 1st          | 2nd          | 3rd          | 3rd          | 3rd             | Yochi 4, Linor 3    |
| Vova & Ala       | 前情侣     | 1st          | 9th3⊃        | 7th          | 9th⊂         | 8th          | 8th          | 7th          | 7th          | 6th          | 4th          | 2nd          | 4th          |              | Vova 4, Ala 3   |                     |
| Gal & Liel       | 已订婚     |              | 2nd          | 8th3⊂        | 4th>         | 4th⊃         | 6th          | 1st          | 5th          | 3rd          | 3rd          | 3rd          | 5th          |              |                 | Gal 4, Liel 3       |
| Daniel & Meiri   | 工作拍档   | 5th          |              | 1st⊃         | 3rd          | 1st          | 1st          | 2nd          | 3rd          | 1st          | 2nd          | 6th          |              |              |                 | Daniel 3, Meiri 4   |
| Alexa & Raz      | 模特夫妻   |              | 5th          | 2nd          | 1st>         | 3rd⊃         | 2nd          | 5th          | 2nd          | 2nd          | 7th          |              |              |              |                 | Alexa 2, Raz 4      |
| Shay & Adi       | 双胞胎兄弟 | 6th          | 10th3        | 9th>         | 2nd⊃         | 7th          | 4th          | 8th          | 8th          |              |              |              |              |              | Shay 3, Adi 2   |                     |
| Roni & Yael      | 啦啦队姐妹 | 4th          | 6th3         | 10th>        | 8th⊃~5       | 4th          | 9th          |              |              |              |              |              |              |              | Roni 2, Yael 1  |                     |
| Yafa & Boaz      | 母子       | 1st          | 5th          | 8th>         | 10th6        |              |              |              |              |              |              |              |              |              | Yafa 1, Boaz 1  |                     |
| Tiltil & Mizrahi | 好友       | 6th          |              | 11th3⊃       | 11th<        |              |              |              |              |              |              |              |              |              |                 | Tiltil 1, Mizrahi 1 |
| Irit & Sinai     | 母女       | 3rd          | 12th⊃~4      |              |              |              |              |              |              |              |              |              |              |              | Irit 1, Sinai 0 |                     |
| Tzuki & Huti     | 堂姐妹     |              | 7th          |              |              |              |              |              |              |              |              |              |              |              |                 | Tzuki 0, Huti 0     |
| Pnina & Hen      | 商场母女   | 7th2         |              |              |              |              |              |              |              |              |              |              |              |              |                 | Pnina 0, Hen 0      |

- 紅：該隊已被淘汰。
- 綠ƒ：該隊贏得快进（Fast Forward）線索。
- 下線藍：該隊最後抵達非淘汰提示站，且在下个赛段没有任何附加惩罚。
- 藍色賽程號碼：該賽段為雙倍賽段。(名次為該集結束時刻之順位)
- 橙+：代表该赛段设有对战任务；~：表示该队输于对战任务，将在对战任务结束后在对战任务当地罚时15分钟
- 青>：該隊投票讓路了获票数最多的队伍；<是被投票指定讓路最多的队伍
- 棕⊃表明該隊投票回转了获票数最多的队伍；⊂是被投票指定迴轉最多的队伍。

- ^  注解1：第一赛段为分组比赛赛段，其中A组的Pnina & Hen和B组的Tzuki & Huti为该组中最后一队到达对应中继站的队伍，她们也因此被淘汰。
- ^  注解2：Pnina在起跑的时候不慎摔倒从而使得左手手腕骨折，这也使得Pnina & Hen她们不得不放弃所有任务，从而被淘汰。
- ^  注解3：因在机场外选车环节中不慎选到“慢组车”，Yochi & Linor、Vova & Ala、Gal & Liel、Shay & Adi、Roni & Yael以及Tiltil & Mizrahi必须在机场外原地等待30分钟后才可继续比赛。
- ^  注解4：Irit & Sinai因在摔跤的对战任务中受伤而无法继续进行对战任务，她们也因而选择放弃该任务，从而被罚呆在对战任务结束后再罚时15分钟。
- ^  注解5：因在对战任务中双方斗争的船只双双落水且将Shay & Adi以及Roni & Yael共同罩在了中央，并未受伤但收到惊吓的Roni & Yael决定放弃该任务，因而她们必须等到最后一支队伍到达之后再罚时15分钟。
- ^  注解6：Boaz突然的脚部不适使得Yafa & Boaz从赛段一开始就被迫停下来前往医院治疗，这也使得他们无法完成所有任务而被淘汰。

## 投票记录
极速前进以色列版2设定了投票让路/回转，每支队伍都需要让路/回转另一支队伍，票数最多的队伍就会被让路/回转
|                  | 投票回转               | 投票让路                     | 投票回转               | 投票让路               | 投票回转              | 双回转  | 投票让路               | 投票让路               | 投票让路              |      |
| ---------------- | ---------------------- | ---------------------------- | ---------------------- | ---------------------- | --------------------- | ------- | ---------------------- | ---------------------- | --------------------- | ---- |
| 赛段数 #:        | 2                      | 3                            | 4                      | 5                      | 5                     | 6       | 7                      | 8                      | 9                     |      |
| 被回转/让路队伍: | Gal & Liel 6/12 投票率 | Tiltil & Mizrahi 6/11 投票率 | Vova & Alla 5/9 投票率 | Vova & Alla 6/9 投票率 | Vova & Alla 6/9投票率 | 未播出  | Vova & Alla 4/8 投票率 | Vova & Alla 3/7 投票率 | Gal & Liel 4/6 投票率 |      |
| 投票队伍         | 票型                   | 票型                         | 票型                   | 票型                   | 票型                  | 票型    | 票型                   | 票型                   | 票型                  | 票型 |
| Tom & Uriel      | Tiltil & Mizrahi       | Tiltil & Mizrahi             | Vova & Alla            | Vova & Alla            | Vova & Alla           | Unknown | Vova & Alla            | Vova & Alla            | Gal & Liel            |      |
| Yochi & Linor    | Gal & Liel             | Yafa & Boaz                  | Yafa & Boaz            | Vova & Alla            | Vova & Alla           | Unknown | Alexa & Raz            | Alexa & Raz            | Gal & Liel            |      |
| Gal & Liel       | Tiltil & Mizrahi       | Tiltil & Mizrahi             | Vova & Alla            | Vova & Alla            | Vova & Alla           | Unknown | Vova & Alla            | Vova & Alla            | Vova & Alla           |      |
| Vova & Alla      | Gal & Liel             | Yafa & Boaz                  | Alexa & Raz            | Alexa & Raz            | Alexa & Raz           | Unknown | Alexa & Raz            | Tom & Uriel            | Gal & Liel            |      |
| Shay & Shani     | Gal & Liel             | Yafa & Boaz                  | Yafa & Boaz            | Daniel & Meiri         | Daniel & Meiri        | Unknown | Alexa & Raz            | Tom & Uriel            | Gal & Liel            |      |
| Daniel & Meiri   | Gal & Liel             | Yafa & Boaz                  | Yafa & Boaz            | Shay & Shani           | Shay & Shani          | Unknown | Vova & Alla            | Vova & Alla            | Vova & Alla           |      |
| Alexa & Raz      | Tiltil & Mizrahi       | Tiltil & Mizrahi             | Vova & Alla            | Vova & Alla            | Vova & Alla           | Unknown | Vova & Alla            | Yochi & Linor          |                       |      |
| Shay & Adi       | Tiltil & Mizrahi       | Tiltil & Mizrahi             | Vova & Alla            | Vova & Alla            | Vova & Alla           | Unknown | Yochi & Linor          |                        |                       |      |
| Roni & Yael      | Tiltil & Mizrahi       | Tiltil & Mizrahi             | Vova & Alla            | Vova & Alla            | Vova & Alla           |         |                        |                        |                       |      |
| Yafa & Boaz      | Vova & Alla            | Tiltil & Mizrahi             | N/A                    |                        |                       |         |                        |                        |                       |      |
| Tiltil & Mizrahi | Gal & Liel             | Shay & Adi                   |                        |                        |                       |         |                        |                        |                       |      |
| Irit & Sinai     | Gal & Liel             |                              |                        |                        |                       |         |                        |                        |                       |      |

## 旅程
以色列 →   →  瑞典 →  芬兰 →  英国 →   →  玻利维亚 →  阿根廷

## 赛段摘要

Route Map of the Race.

### 第一段（以色列）
A 组
- 以色列，耶路撒冷 （Mishkenot Sha’ananim）（起跑线）
- 耶路撒冷 (雅法门) [AT1]
- 耶路撒冷 (耶路撒冷植物园)
- 耶路撒冷 （大卫城）

本赛段任务摘要：

- AT1：队伍中的选手需要两两合作共同攀爬上每节3米，共10节（总高30米）的软梯。其中，队伍中的一名队员只需攀爬到软梯第八节，而另一名队员则需担负起攀爬到最高处以获得下一条线索的挑战。

绕道：队伍要选择“牛奶”或“蜂蜜”两项任务之一。
- 在“牛奶”任务中：队伍中的每名选手需要掌握好一根长“筷子”，且与自己的队友共同合作，将起点线上的牛奶瓶用这两根“筷子”夹到终点站，夹到规定数目，即可获得下一张线索卡。
- 在“蜂蜜”任务中：选手需要头戴着一个罩子，且罩子里面装满了蜜蜂。而选手则需要在与蜜蜂亲密接触的情况下，用蜂巢中的蜂蜜将罐子装满，一旦完成，即可获得下一张线索。

B 组
- 以色列，Beit Netofa Valley （以色列国家大水库）（起跑线）[AT1]
- 巴特什洛莫 [AT2]
- 佩塔提克瓦 （HaMoshava Stadium）

本赛段任务摘要：

- 起跑线任务：每支队伍需要乘上划艇，并用手中的钥匙依次试验在水库中漂浮着的所有的锁以找到对应他们钥匙的9把锁，一旦钥匙与锁匹配成功，选手就可以获得一块拼图，集齐9块拼图并拼出线索卡的图案，即可获得下一条线索。
- AT1：选手将获得一条双通的塑料管，并用此在任务起点线装满水库中的水并找到平衡。之后，每支队伍的每位选手将各站塑料管的一边，并用手堵住塑料管的开口，以将里面装满的水运送到重点。一旦队伍剩余的水量足够达到指定要求，即可获得下一条线索。
- AT2：选手将在绑有诸多漂浮气球的田野里完成两个步骤：首先，选手需要拉下其中的一个黄色气球以获得气球顶端信封中的历史事件的描述图案；接着，选定历史信息的选手将在红色气球中以寻找到他们选定的历史事件所发生的相应时间，一旦两者匹配，选手就可以获得下一条线索。

### 第二段（以色列→格鲁吉亚）
- 格鲁吉亚，第比利斯国际机场 [AT1]
- Martqopi (扎扎鸡圈) [AT2]
- 第比利斯（Tqkap垃圾处理厂 或 干桥集市）
- 第比利斯（鲁斯塔韦利大道）
- 第比利斯（格鲁吉亚舞蹈学院）[AT3]
- 第比利斯（第比利斯水疗中心）[AT4]
- 第比利斯（国家奥林匹克训练中心）(Double-Battle)
- 第比利斯（第比利斯电视塔）
- 第比利斯（苏联公寓楼）[AT5]
- 第比利斯（亚历山大公园）[AT6]
- 第比利斯（格鲁吉亚纪念碑）

本赛段任务摘要：

AT1：选手在机场外选择的线索卡中，有六张要求选手在原地等待30分钟后再出发，而获得另外六张线索的队伍可以直接出发。

AT2：每支队伍要分配各自的成员分工：其中一名队员将平躺在外部鸡圈且在四肢以及胸部地方涂上鸡饲料以吸引鸡圈内的鸡来啄其身上的饲料；而另一名队员则在队友吸引鸡的时候，进入内部鸡圈并选择鸡蛋捏碎，一旦捏碎了鸡圈所有鸡蛋里面一个坏掉的鸡蛋，即可获得下一条线索。

绕道：队伍要选择“废品运送”或“糖渍坚果”两项任务之一。
- 在“废品运送”任务中：选手需要将指定的废旧的汽车零部件全部载上并打包在另一辆车的车顶上，打包完成，选手则还需要用人力推车前行，以使得需要运输的零部件运出垃圾厂，之后便可获得下一条线索。
- 在“糖渍坚果”任务中：每队选手需要挑起一担糖渍坚果并以每串1格鲁吉亚拉里的价格卖出，一旦选手贩卖了自己担着的所有糖渍坚果，即可用贩卖的钱来交换下一条线索。

AT3：选手需要学习一段格鲁吉亚舞蹈，该舞蹈包括三段内容：急促的踏步和跳跃、舞剑与架盾、头顶酒瓶旋转。一旦选手完成以上三个项目，即可获得下一条线索。

AT4：选手需要为在浴场中等候的大汉的全身涂上洗澡泥进行清洗，之后再用清理工具为其清理干净身上的澡泥，一旦他们的服务令等候者满意，即可获得下一条线索。

对战任务：选手将体验一把当地的摔跤运动。一旦一组选手将对手推出场外或者直接摔倒，则该组选手获胜，并获得下一条线索。

路障：选手将攀爬上电视塔且横跨在高空中的一条电视塔的柱子，并获得在柱子另一头的线索。

AT5：选手将在公寓楼群中寻找到两位老奶奶所在的房间，并品尝完各一份老奶奶制作的当地食物之后，便可获得下一条线索。

AT6：每支队伍要分配各自的成员分工：其中一名队员需找到一名当地人与其一起合作在隔板的一头比划出隔板上明确的18个格鲁吉亚文字，然后在隔板另一头的队员需根据队友的笔划，从33个格鲁吉亚文字中选出这13个字母，而就是这13个字母，表明了该赛段的中继站。

### 第三段（格鲁吉亚）
- 第比利斯（第比利斯中央车站） [AT1]
- 第比利斯（伊利亚牙科诊所） [AT2]
- 阿哈尔索佩利（田村农场）[AT3]
- Gachiani（牧羊场）[AT4]
- 魯斯塔維(鲁斯塔维钢铁厂)[AT5]
- 第比利斯（普斯金公园）[AT6]
- 第比利斯（格鲁吉亚青少年宫）
- 第比利斯（第比利斯圣三位一体大教堂）

本赛段任务摘要：

AT1：选手需要在车站附近的老人中寻找到一名拥有一颗金牙齿的老妇人，并从其手中获得下一条线索。

AT2：选手将体验一次“镶金牙”的服务。队伍中每位选手都需进入牙医手术室进行模拟的“镶金牙”的工作，一旦体验完毕恐怖的牙医经历，选手即获得一颗可佩带的金牙套以及下一条线索。

AT3：选手需要将卡车上的150捆干草卸下来并在地上摆成两层的方堆，摆放完成即可获得下一条线索。

AT4：选手首先需要从1~100中选择一位数字，然后进入羊圈寻找到拥有相同编号的羊群。找到之后，选手需将它运送到农场师傅处并让师傅对其进行剃毛，剃毛结束即可获得下一条线索。

AT5：选手首先要合作把在工厂门口的废弃铁物运送到指定集装箱，然后队伍分工，一位队员在工作场地指挥工厂吊车将集装箱吊进工厂融铁流水线上，而另一位则进入吊车操作室进行上述内容。一旦融铁成功，选手即可获得下一条线索。

AT6：队伍需要选择一名队员穿上军装，然后完成以下三个步骤：首先，队伍需要共同将56张社会主义宣传海报贴满指定的10英尺高的墙上；接着，穿着军装的队员需要与婴儿或者12岁以下的孩子照一张相；最后，穿军装的队员还需收集到3个当地人民的吻手礼并照相。完成所有步骤且通过检验，即可获得下一条线索。

路障：挑战路障的选手需要从桌上的45个大套娃中找到其中有一个的一层有红黄标志的套娃。而找到制定套娃之后，选手还会被告知，未参加本次路障的选手还需要把之前选手所拆开的套娃全部恢复成原样，直到恢复完成，即可获得下一条线索。

### 第四段（格鲁吉亚→瑞典）
- 瑞典，斯德哥尔摩（斯德哥爾摩-阿蘭達機場）[AT1]
- 斯德哥尔摩（赫广场）[AT2]
- 斯德哥尔摩（Biskopsudden）
- 斯德哥尔摩（瓦萨沉船博物馆）至斯德哥尔摩（动物园岛）[AT3]
- 斯德哥尔摩（Brunnsviken）(Double-Battle)
- 斯德哥尔摩（丹妮卡厅体育馆）
- 斯德哥尔摩（南方剧院）[AT4]
- 斯德哥尔摩（Soile Monica Katrina Nord）[AT5]
- 斯德哥尔摩（体育场地铁站）

本赛段任务摘要：

AT1：选手需要在机场外的停车场中选择一位瑞典当地的任务员作为这一赛段暂时的司机并同选手一起完成部分路段，且如果在比赛期间任务员会向选手们提供按摩等服务（但事实上每位司机都会提供向选手按摩的服务），选手们就必须暂停比赛来接受这样的服务。

AT2：选手需要穿上摇滚服装，在大街上演唱ABBA的一首歌并因此赚取100瑞典克朗。然而，只有当背景伴奏到“money,money”的歌词时，选手才可以去筹集克朗，完成，即可获得下一条线索。

绕道：队伍要选择“冰鞋”或“袜子”两项任务之一。
- 在“冰鞋”任务中：队伍们需要选择一名队员穿上旱冰鞋并打扮成长袜子皮皮的样子，之后两名队员需要在指定赛道中用平底锅相互抛煎饼至少30次并将煎饼运送到终点的盘子里。然而煎饼一旦在中途掉落，本次运输将重新开始，但一旦选手将15块煎饼运输成功，即可获得下一条线索。
- 在“袜子”任务中：每位选手需要10双袜子并到指定跳床上进行跳跃，在跳跃的过程中，选手需脱下自己穿着的袜子并将它们挂在跳床上的晾衣线上，一旦20双袜子晾挂成功，即可获得下一条线索。

AT3：选手在这个比赛点上被要求与选择的随行任务员进行道别，之后，选手将身着维京人的服装，乘坐当地公交车到达动物园岛。到达后，选手将进行投掷斧子的任务，投中靶子的黄色环得10分，投中黑色环得20分，投中红色环得30分。选手的计分以他们第一次投中靶子的分数为准，两名队员得分总计达到30分，即可获得真正的前往下一个任务点的线索，而失败的队伍将获得另一条任务线索，指引他们到达另一个任务点并被要求吃光一罐瑞典鹽醃鯡魚，完成，才可获得真正的线索。

对战任务：队伍需要分工进行这次对战任务。一名队员坐在木筏后部作为划船师，而另一名队员站在船头作为攻击者，之后，两支队伍划木筏进入湖中央进行攻击者的对战，一旦一名攻击者被击入水中，另一名攻击者所属的队伍将获得下一条线索。

路障：选手需要从笼子中选着一只兔子来进行兔子障碍赛，一旦所选的兔子成功完成赛跑，选手即可获得下一条线索。

AT4：选手需要进入剧院内模拟一次颁奖典礼。在其中，选手需要位五位获得过诺贝尔奖的犹太人（阿尔伯特·爱因斯坦、阿达·约纳特、阿里耶·瓦舍尔、阿夫拉姆·赫什科、丹·谢赫特曼）匹配他们的功绩，一旦所有的匹配均正确，选手就可以获得下一张线索。

AT5：选手需要将被碎纸机粉碎了的下一条线索重新拼出来并以此找到本赛段的终点站。